# Jamaica Broadcasting Corporation
Jamaica Broadcasting Corporation (JBC) fue una empresa de radiodifusión pública en Jamaica fundada en 1959 por el primer ministro Norman Manley con el objetivo de emular el éxito de otras empresas nacionales de radiodifusión, como la BBC y CBC.

## Historia
Jamaica tuvo estaciones de radio comerciales desde la década de 1930, pero fueron controladas por empresas extranjeras (RJR era propiedad de la Rediffusion Grupo Británico) y la programación consistía en espectáculos y música importados. El JBC fue establecido por la legislación en diciembre de 1958 como "empresa estatal y pública 'y se puso en marcha el 15 de junio 1959 proporcionando un mayor enfoque en la cultura jamaicana, como los jamaiquinos trataron de celebrar su propia cultura en la "era de dominio' poco antes de la independencia del país en 1962. En los primeros días de la JBC, la corporación tenía una gran banda residente con músicos como Ernest Ranglin y Sonny Bradshaw y un departamento de drama de producción de programas originales. El canal de radio JBC comenzó a emitir en 1959 y jugó un papel importante en el desarrollo de la industria de la música jamaicana, dando tiempo disponible para los músicos jamaicanos.
JBC televisión comenzó a transmitir el 6 de agosto de 1963, en el primer aniversario de la independencia de Jamaica. Al igual que la estación de radio, el objetivo era concentrarse en la programación de Jamaica, pero las preocupaciones financieras vieron los horarios cada vez más llenos de programas importados de los EE. UU. y Reino Unido.
Los vínculos con el gobierno, sin embargo, causaron problemas, con acusaciones de periodismo partidista. Un cambio de gobierno en 1962 dio lugar a acusaciones de periodistas JBC favoreciendo el gobierno PNP anterior, situación que dio lugar a una de las huelgas más largas de Jamaica de su historia en 1964. Para el final de la huelga la mayoría de los profesionales de la información había sido reemplazado.
Cuando Michael Manley (hijo de Norman Manley) fue elegido primer ministro en 1972, su objetivo era utilizar el JBC como vehículo para la construcción de la nación. Fue mayor el financiamiento gubernamental para la programación original de Jamaica, con programas de noticias y documentales, como Ojo Público, y la primera telenovela de Jamaica, Lime Tree Lane. En 1980, JBC tenía televisión, dos emisoras de radio nacionales, y varias emisoras de radio regionales. Bajo el primer ministro Edward Seaga y el modelo de ajuste estructural liderado por Estados Unidos que alentó a la privatización de los servicios públicos, la venta de la JBC comenzó, primero con la venta fuera de las estaciones de radio regionales; Éstas se convirtieron en las ondas de radio (HOT 102), KLAS-FM y IRIE-FM. Todo el personal de la redacción también fue despedido por ser demasiado crítico con las posiciones conservadoras, y se reemplaza con periodistas considerados simpatizantes al gobierno de Seaga. La Programación de Relaciones Exteriores de nuevo comenzó a proliferar, en gran parte proviniendo de los EE. UU.
La corporación se mantuvo bajo control gubernamental hasta la década de 1990 cuando un reelecto Manley removió el control político directo e inició la responsabilidad compartida para el nombramiento de un director general con el líder de la oposición.
Con la JBC sufriendo problemas financieros, la inclusión de la publicidad era considerada como era su financiación a través de la televisión por cable de suscripción, pero ambas fueron rechazadas. En 1997, el primer ministro P.J. Patterson, en virtud de la Corporación de Radiodifusión Pública de la Ley Jamaica de la JBC, anunció la creación de una nueva organización, la Public Broadcasting Corporation of Jamaica (PBCJ) para proporcionar la radiodifusión pública. La televisión y la radio 2 activos fueron vendidos a la Radio Jamaica Limited (RJR) por 70M J$, y el antiguo canal de televisión JBC fue reemplazado por la estación comercial Television Jamaica. Los estudios de Radio 1 y su licencia fueron retenidos por el gobierno, pero se deterioraron. El PBCJ transmitió su primer transmisión en marzo de 2006 que fue seguida por una serie de transmisiones de prueba con los servicios de radiodifusión completos que comenzaron el 16 de octubre de 2006.